# Luộc
Luộc là một phương pháp chế biến món ăn, làm chín thực phẩm bằng cách sử dụng nhiệt thông qua môi trường truyền nhiệt là nước. Thực phẩm đặt chìm trong nước đã đun sôi hay nước nguội rồi đun với lửa vừa cho đến khi thực phẩm chín tới hay chín vừa. Phương pháp này có thể áp dụng cho tất cả các loại nguyên liệu là động vật hay thực vật. Các món luộc thuộc loại các món ăn được chế biến đơn giản, dễ thực hiện. Nước dùng sau khi luộc có thể làm canh hoặc ăn kèm chung với cái. Khi luộc thịt động vật hoặc rau, củ, quả nên cho một ít muối vào nước luộc để làm dậy lên hương vị món ăn và làm rau có màu xanh đẹp mắt.
Tuy dễ chế biến nhưng thực phẩm luộc là lựa chọn tốt để bạn có thể giữ lại được những dinh dưỡng của thực phẩm nhiều nhất.Luộc sẽ giữ được giá trị dinh dưỡng của thực phẩm nhiều nhất có thể. Chiên hoặc nấu ở nhiệt độ cao có thể phá hủy các chất dinh dưỡng  trong thực phẩm. Nhưng chần hoặc luộc nhẹ sẽ giữ được dinh dưỡng cho  thực phẩm. Ngoài ra, thịt luộc rõ ràng là ít  béo hơn  so với chiên hoặc nướng. Luộc còn là phương pháp để duy trì lối sống khoẻ,tránh các nguy cơ về bênh tiêu hoá.
Tuy nhiên việc luộc quá lâu sẽ làm mất hết giá trị dinh dưỡng của thực phẩm.

## Yêu cầu chế biến
Thực phẩm sau khi luộc cần đạt các yêu cầu sau: 
- Thịt trắng, chín, mềm.
- Rau xanh, không bị dập nát.
- Nước trong, có vị vừa phải.

## Các món luộc cơ bản
- Gà luộc
- Ba chỉ heo luộc
- Rau muống luộc
- Rau lang luộc.
- Tràng lợn